# Liste der Biografien/Sed
Liste der Biografien |
Portal Biografien |
Personensuche
# |
A |
B |
C |
D |
E |
F |
G |
H |
I |
J |
K |
L |
M |
N |
O |
P |
Q |
R |
S |
T |
U |
V |
W |
X |
Y |
Z |
?
 
Sa |
Sb |
Sc |
Sd |
Se |
Sf |
Sg |
Sh |
Si |
Sj |
Sk |
Sl |
Sm |
Sn |
So |
Sp |
Sq |
Sr |
Ss |
St |
Su |
Sv |
Sw |
Sy |
Sz
 
Sea |
Seb |
Sec |
Sed |
See |
Sef |
Seg |
Seh |
Sei |
Sej |
Sek |
Sel |
Sem |
Sen |
Seo |
Sep |
Seq |
Ser |
Ses |
Set |
Seu |
Sev |
Sew |
Sex |
Sey |
Sez
Die Liste der Biografien führt alle Personen auf, die in der deutschsprachigen Wikipedia einen Artikel haben. Dieses ist eine Teilliste mit 228 Einträgen von Personen, deren Namen mit den Buchstaben „Sed“ beginnt.

## Sed
- Sed-Rajna, Gabrielle (1927–2008), französische Kunsthistorikerin

### Seda
- Seda, Erika (1923–2020), österreichische Politikerin (SPÖ), Abgeordnete zum Nationalrat und Mitglied des Bundesrates
- Seda, Frans (1926–2009), indonesischer Politiker
- Seda, Heriberto (* 1967), US-amerikanischer Serienmörder
- Seda, Jon (* 1970), US-amerikanischer SchauspielerJon Seda (* 1970)

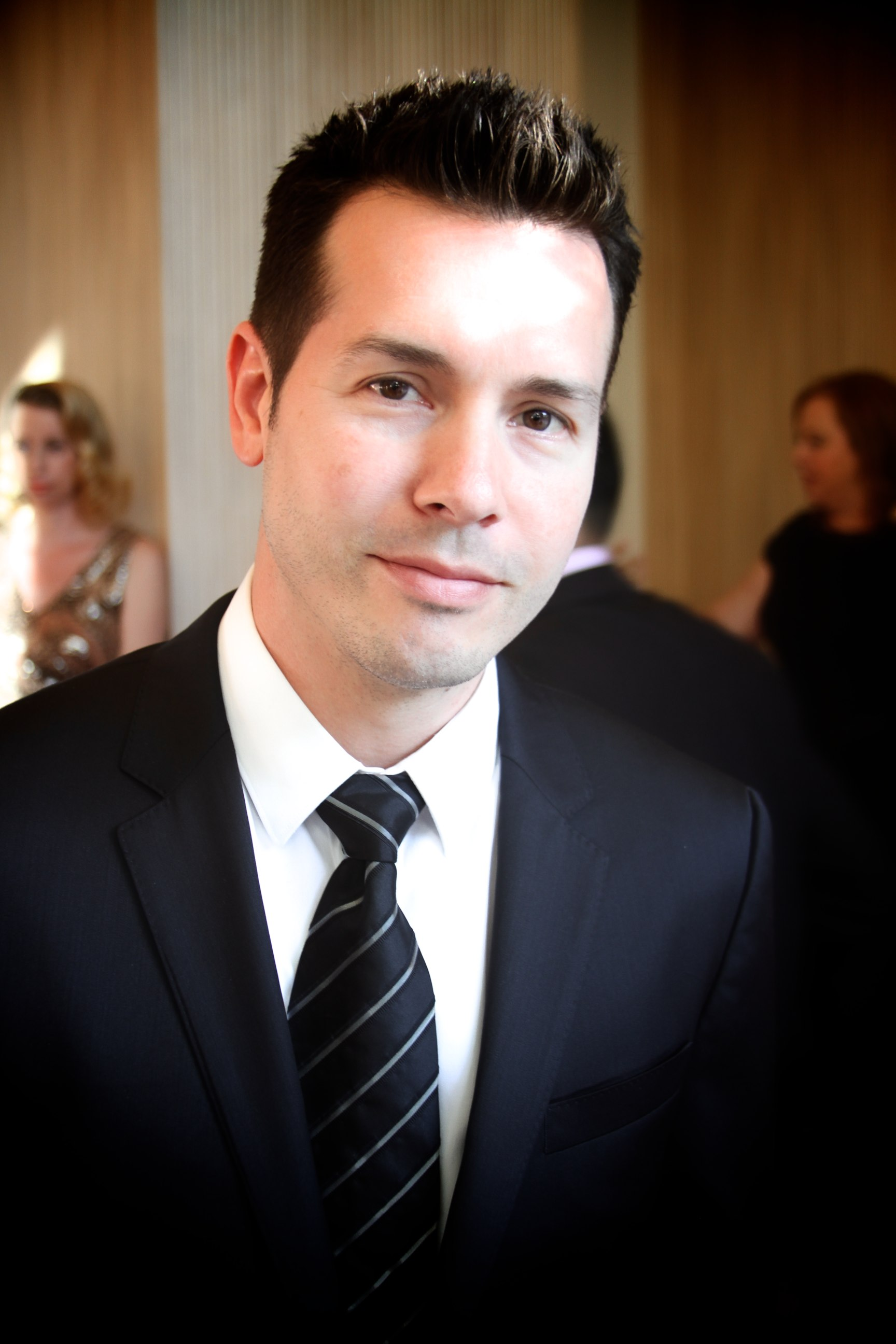
Jon Seda (* 1970)

- Šedá, Kateřina (* 1977), tschechische Künstlerin
- Šeda, Michal (* 1982), tschechischer Eishockeyspieler
- Sedaghat, Mahyar (* 1996), iranischer Sportschütze
- Sedaine, Michel-Jean (1719–1797), französischer Bühnendichter
- Sedaka, Neil (* 1939), US-amerikanischer Sänger und Songschreiber
- Sedakowa, Irina Alexandrowna (* 1955), sowjetische bzw. russische Slawistin, Ethnolinguistin und Hochschullehrerin
- Sedakowa, Olga Alexandrowna (* 1949), sowjetische bzw. russische Slawistin, Kulturologin, Lyrikerin und Hochschullehrerin
- Sedakowa, Olga Genrichowna (* 1972), russische Synchronschwimmerin
- Sedam, Ali Dawoud (* 1984), katarischer Langstreckenläufer tansanischer Herkunft
- Sedano, Gustavo (* 1974), mexikanischer Fußballtorhüter
- Sedano, Nina (* 1966), deutsche Autorin
- Sedaris, Amy (* 1961), US-amerikanische Schauspielerin und Komikerin
- Sedaris, David (* 1956), US-amerikanischer SchriftstellerDavid Sedaris (* 1956)

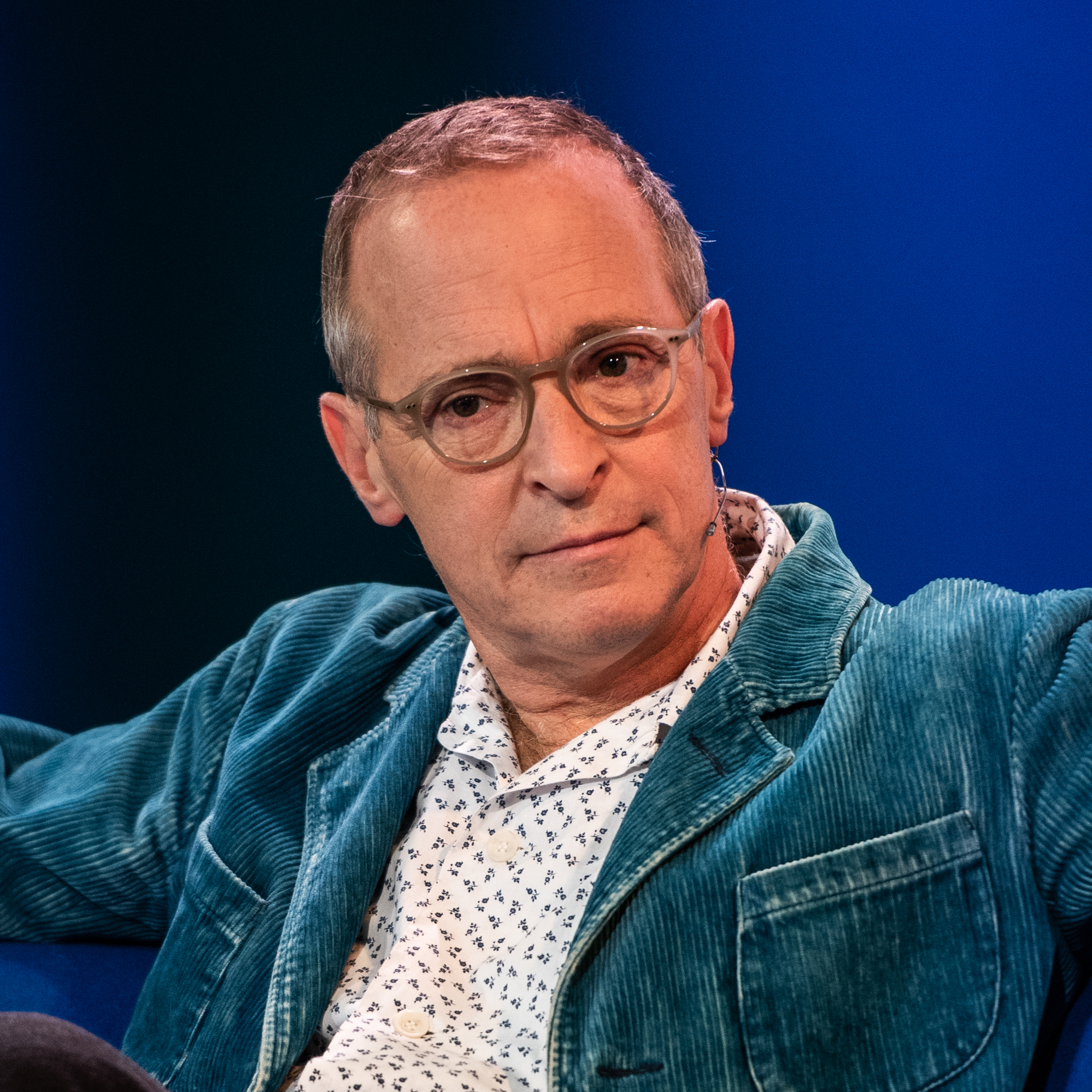
David Sedaris (* 1956)

- Sedat, Christian (* 1967), deutscher Diplomat
- Sedati, Giacomo (1921–1984), italienischer Politiker, Mitglied der Camera dei deputati
- Sedatius Severianus, Marcus, römischer Suffektkonsul 153

### Sedb
- Šedbaras, Stasys (* 1958), litauischer Jurist und Politiker, Innenminister

### Sedd
- Seddeler, Ludwig von (1791–1852), österreichisch-russischer Generalleutnant, Hochschullehrer und Militärhistoriker
- Seddig, Ingrid (1926–2008), deutsche Bildhauerin
- Seddig, Katrin (* 1969), deutsche Schriftstellerin
- Seddig, Max (1877–1963), deutscher Physiker und Fotopionier
- Seddig, Sylvana (* 1985), deutsche Schauspielerin, Hörspielsprecherin und Choreografin
- Seddigh, Laleh (* 1977), iranische Rallyefahrerin
- Seddiki, Kevin (* 1981), französischer Gitarrist, Perkussionist und Komponist
- Seddoh, Epiphan Patrick Komla (1925–2019), ghanaischer Diplomat
- Seddon, Amos (* 1941), britischer Geher
- Seddon, James Alexander (1815–1880), US-amerikanischer Politiker, Kriegsminister der Konföderierten
- Seddon, Margaret Rhea (* 1947), US-amerikanische Astronautin
- Seddon, Peter (* 1937), britischer Hammerwerfer
- Seddon, Richard (1845–1906), 15. Premierminister von Neuseeland
- Seddon, Thomas (1821–1856), britischer Landschaftsmaler
- Seddon, Zak (* 1994), britischer Hindernisläufer

### Sede
- Sedef, Mehmet (* 1987), türkischer Fußballspieler
- Sedekion († 114), Bischof von Byzanz
- Sedeler, Joseph Paul (1735–1776), Domherr und Weihbischof in Prag, Titularbischof von Lycopolis, Rektor der Karlsuniversität Prag
- Sedelies, Jan Egge (* 1980), deutscher Autor, Journalist, Musiker und Moderator
- Sedelmaier, Maria Johanna (1811–1853), österreichische Schriftstellerin
- Sedelmayer, Josef (1933–2016), österreichischer Tischtennisspieler
- Sedelmeyer, Charles (1837–1925), österreichisch-französischer Kunsthändler und Kunstsammler
- Sedelnikow, Andrei Nikolajewitsch (1889–1954), russisch-sowjetischer Luftfahrtingenieur
- Sedemund-Treiber, Antje (* 1936), deutsche Juristin und ehemalige Präsidentin des Bundespatentgerichts
- Sedeño, Antonio († 1537), Konquistador
- Seder, Anton (1850–1916), deutscher Maler und Direktor der Kunstgewerbeschule in Straßburg
- Seder, Erne (1925–2006), österreichische Schauspielerin und Autorin
- Seder, Sam (* 1966), US-amerikanischer Schauspieler und Talkradio-ModeratorSam Seder (* 1966)

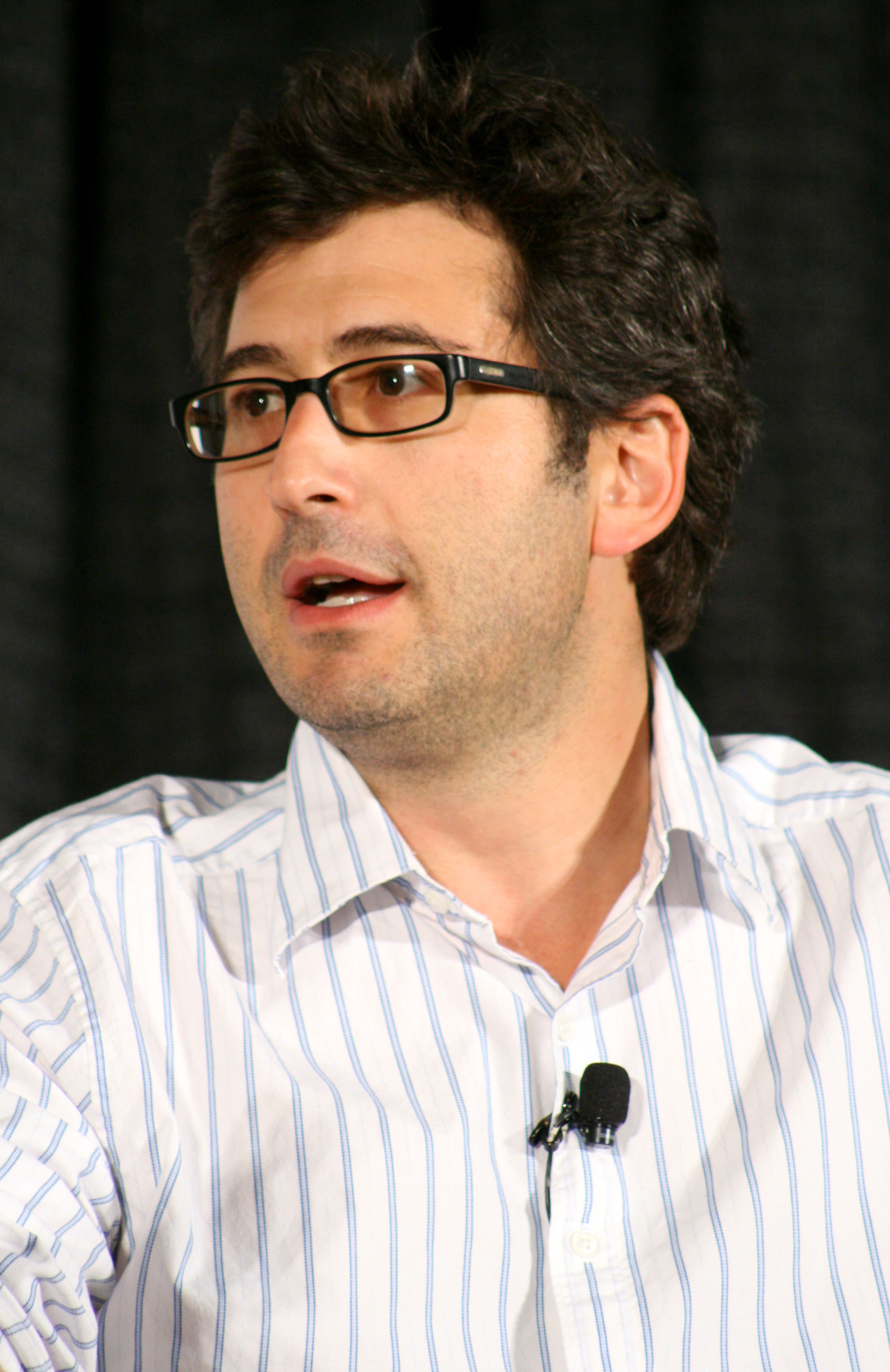
Sam Seder (* 1966)

- Sedergreen, Bob (* 1943), australischer Jazzmusiker
- Sederholm, Jakob Johannes (1863–1934), finnischer Petrologe, Geologe und Politiker, Mitglied des Reichstags
- Sederich, Fürst der Wagrier
- Sederl, Thomas (1816–1896), Büchsenmacher, Waffen- und Metallwarenfabrikant in Ottakring und Mitterdorf in der Steiermark
- Sedeu, Mojca (* 1970), mazedonische Perkussionistin und Hochschullehrerin

### Sedg
- Sedgemore, Brian (1937–2015), britischer Politiker (Labour Party, Liberal Democrats), Mitglied des House of Commons
- Sedgewick, Robert (1848–1906), kanadischer Richter
- Sedgewick, Robert (* 1946), US-amerikanischer Informatiker
- Sedgewick, Rose Whelan (1903–2000), US-amerikanische Mathematikerin und Hochschullehrerin
- Sedgman, Frank (* 1927), australischer Tennisspieler
- Sedgwick, Adam (1785–1873), britischer Geistlicher, Geologe und Hochschullehrer
- Sedgwick, Amanda (* 1970), schwedische Jazzmusikerin
- Sedgwick, Catharine (1789–1867), US-amerikanische Schriftstellerin
- Sedgwick, Charles B. (1815–1883), US-amerikanischer Jurist und Politiker
- Sedgwick, Edie (1943–1971), US-amerikanisches Fotomodell und Schauspielerin
- Sedgwick, Edward (1891–1953), US-amerikanischer Schauspieler, Filmregisseur und -produzent
- Sedgwick, Eileen (1898–1991), US-amerikanische Schauspielerin
- Sedgwick, Ellery (1872–1960), US-amerikanischer Schriftsteller und Herausgeber des Atlantic Monthly
- Sedgwick, Eve Kosofsky (1950–2009), US-amerikanische Forscherin zu Gender Studies und Queer Theory
- Sedgwick, John (1813–1864), General des Sezessionskrieges
- Sedgwick, Kyra (* 1965), US-amerikanische SchauspielerinKyra Sedgwick (* 1965)

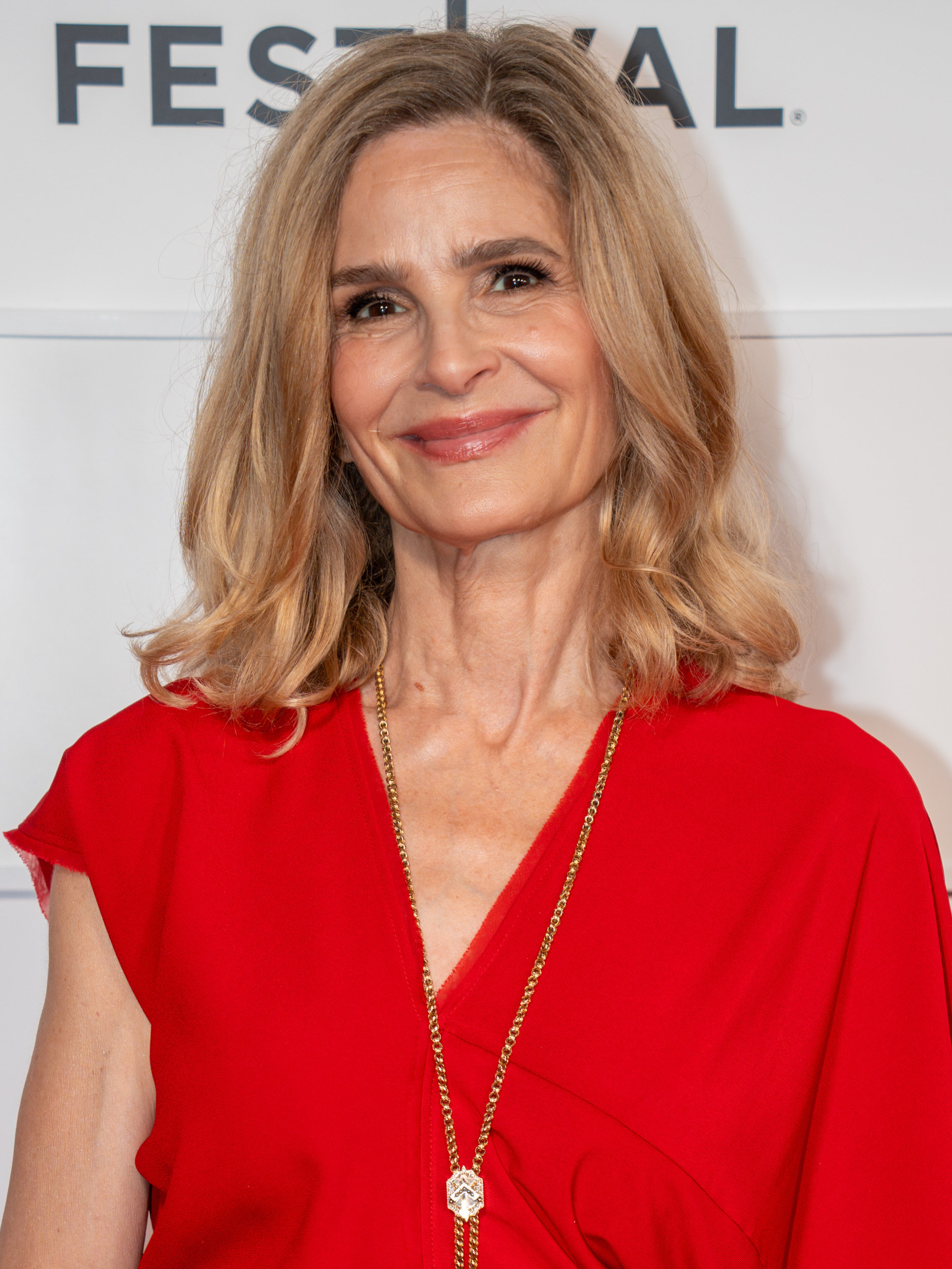
Kyra Sedgwick (* 1965)

- Sedgwick, Marcus (1968–2022), britischer Jugendbuchautor
- Sedgwick, Mark (* 1960), britischer Religionswissenschaftler, Historiker, Hochschullehrer
- Sedgwick, Sara (* 1984), US-amerikanische Fußballspielerin
- Sedgwick, Theodore (1746–1813), US-amerikanischer Jurist und Politiker
- Sedgwick, William Thompson (1855–1921), US-amerikanischer Arzt, Professor und Mitbegründer des modernen amerikanischen Gesundheitswesens

### Sedi
- Sedighi-Hamadani, Zahra (* 1992), kurdisch-iranische Aktivistin
- Sedigitus, Volcacius, römischer Autor
- Sédille, Paul (1836–1900), französischer Architekt, Architekturtheoretiker und Maler
- Sédillot, Jacques (1912–1976), französischer Kommunist, Widerstandskämpfer und Übersetzer
- Sédillot, Jean-Jacques Emmanuel (1777–1832), französischer Mathematik- und Astronomiehistoriker
- Sédillot, Louis Pierre-Eugène (1808–1875), französischer Mathematik- und Astronomiehistoriker

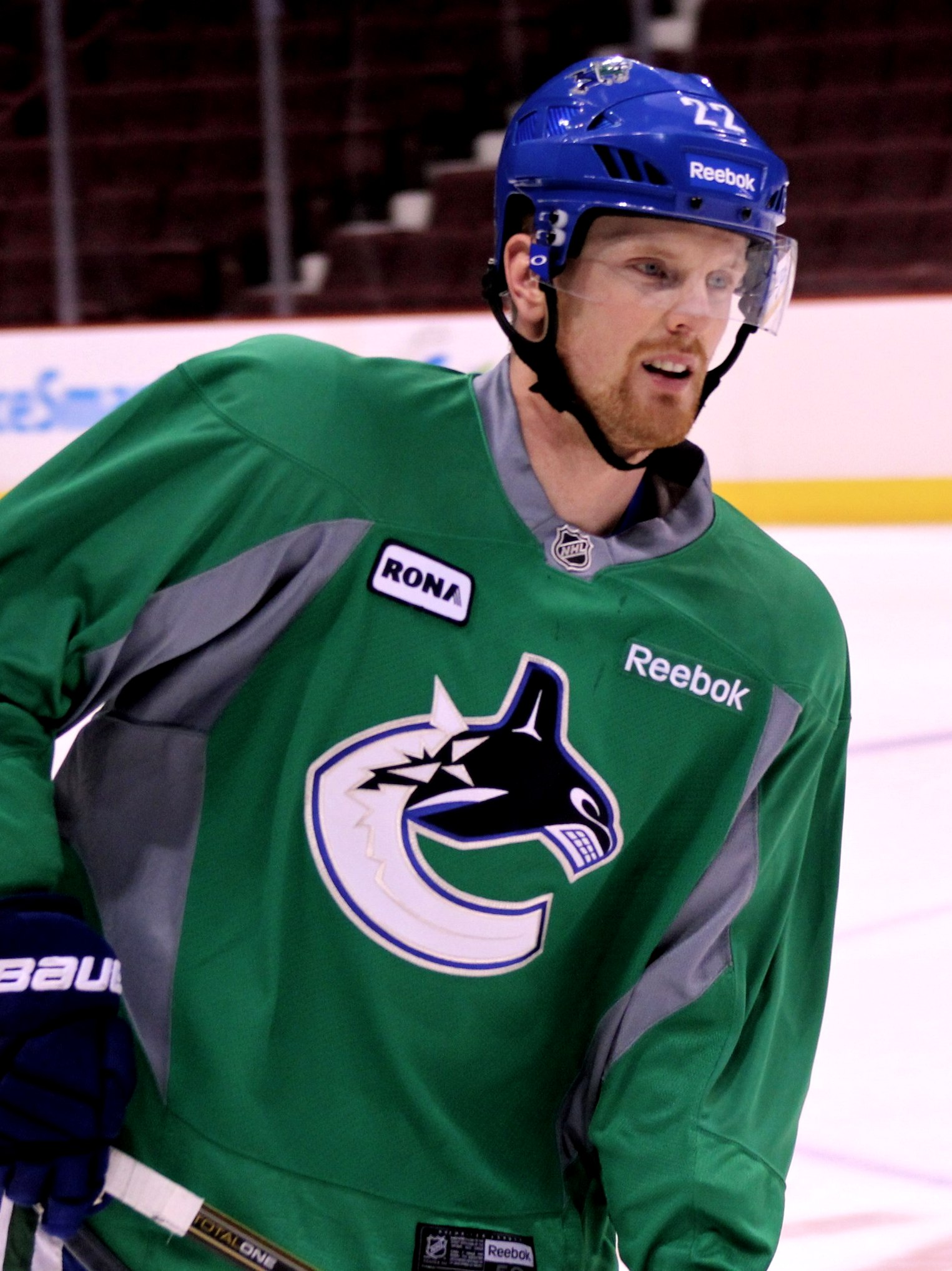
Daniel Sedin (* 1980)

- Sedin, Daniel (* 1980), schwedischer EishockeyspielerDaniel Sedin (* 1980)
- Sedin, Henrik (* 1980), schwedischer Eishockeyspieler
- Sedin, James (1930–2021), US-amerikanischer Eishockeyspieler
- Sedina, Elena (* 1968), italienische Schachgroßmeisterin
- Šedivá, Marie (1908–1975), tschechoslowakische Florettfechterin
- Šedivec, Jaroslav (* 1981), tschechischer Fußballspieler
- Sedivy, Alexander (* 1972), österreichischer Kabarettist, Autor und Musiker
- Šedivý, Jaroslav (1929–2023), tschechischer Politiker
- Šedivý, Jiří (* 1963), tschechischer Politiker und Diplomat
- Šedivý, Josef (* 1967), tschechischer, römisch-katholischer Geistlicher und Hochmeister der Kreuzherren mit dem Roten Stern
- Sedivy, Roland (* 1963), österreichischer Pathologe, Autor, Medizinjurist und Lebensberater
- Sediwy, Karl, österreichischer Tischtennisspieler

### Sedj
- Sedjati, Djamel (* 1999), algerischer Mittelstreckenläufer
- Sedjemnetjeru, altägyptischer Künstler

### Sedk
- Sedky, Reeham (* 1997), US-amerikanische Squashspielerin

### Sedl
- Sedl, Mareike (* 1976), deutsche Theaterschauspielerin
- Sedláček, August (1843–1926), tschechischer Historiker, Genealoge und Heraldiker
- Sedláček, František (1943–2008), deutscher Architekt und Hochschullehrer
- Sedlacek, Franz, österreichischer Fußballspieler
- Sedlacek, Franz (* 1891), deutsch-österreichischer Maler
- Sedlacek, Franz (1892–1933), österreichischer Fußballspieler und -trainer
- Sedlacek, Gerhard (1939–2012), deutscher Bauingenieur
- Sedláček, Hugo (1895–1952), tschechoslowakischer Wasserballspieler
- Sedláček, Jan (1848–1916), böhmischer Architekt und Autor
- Sedláček, Josef (1893–1985), österreichisch-tschechoslowakischer Fußballspieler
- Sedláček, Karel (* 1979), tschechischer Dartspieler
- Sedlacek, Lisenka (* 1985), deutsche Schauspielerin
- Sedlacek, Norbert (* 1962), österreichischer Segler
- Sedláček, Pavel (* 1941), tschechischer Rocksänger, -gitarrist und -komponist
- Sedlacek, Robert (* 1955), österreichischer Fußballschiedsrichter
- Sedláček, Roman (* 1963), tschechischer Fußballspieler
- Sedláček, Tomáš (* 1967), tschechoslowakischer Radrennfahrer
- Sedláček, Tomáš (* 1977), tschechischer Ökonom und HochschullehrerTomáš Sedláček (* 1977)

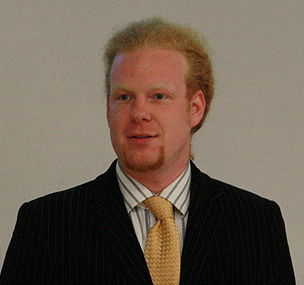
Tomáš Sedláček (* 1977)

- Sedláček, Václav (1917–1939), tschechoslowakischer Arbeiter, Opfer des Nationalsozialismus
- Sedlacik, Heidrun (* 1952), deutsche Politikerin (Die Linke), MdL
- Sedláčková, Andrea (* 1967), tschechische Schauspielerin, Filmeditorin, Drehbuchautorin und Filmregisseurin
- Sedláčková, Lucia (* 1999), slowakische Volleyballspielerin
- Sedláčková, Marie (1923–1945), tschechische Widerstandsaktivistin
- Sedláčková, Nikola (* 1990), tschechische Fußballspielerin
- Sedlaczek, Adolf (1877–1964), österreichischer Politiker (SDAPDÖ, SPÖ) und Abgeordneter zum niederösterreichischen Landtag
- Sedlaczek, André (* 1967), deutscher Cartoonist
- Sedlaczek, Bruno (* 1928), deutscher Diplomat, Botschafter der DDR im Libanon
- Sedlaczek, Esther (* 1985), deutsche ModeratorinEsther Sedlaczek (* 1985)

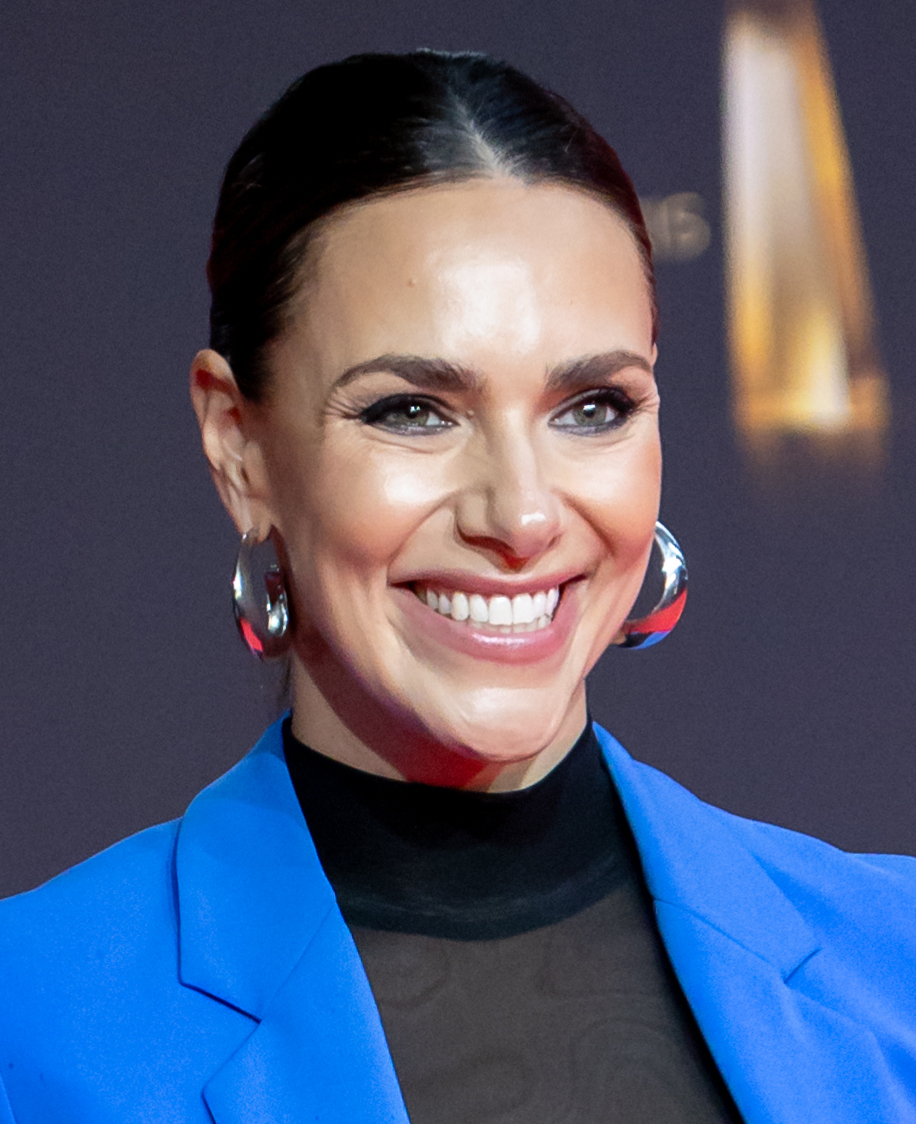
Esther Sedlaczek (* 1985)

- Sedlaczek, Robert (* 1952), österreichischer Journalist und Sachbuchautor
- Sedlag, Anastasius (1786–1856), deutscher Theologe, Bischof und Politiker
- Sedlag, Ulrich (1923–2016), deutscher Zoologe und Entomologe
- Sedlak, Anthony (1983–2012), kanadischer Koch und Fernsehkoch
- Sedlák, Borek (* 1981), tschechischer Skispringer
- Sedlak, Erich (1947–2018), österreichischer Autor und Herausgeber
- Sedlak, Friedrich (1895–1977), österreichischer Violinist und Dirigent
- Sedlák, Jiří (* 2000), tschechischer Beachvolleyballspieler
- Sedlák, Lukáš (* 1993), tschechischer Eishockeyspieler
- Sedlak, Lukas (* 1999), deutscher Fußballtorwart
- Sedlák, Tomáš (* 1983), slowakischer Fußballspieler
- Sedlák, Wenzel (1776–1851), Arrangeur und Klarinettist
- Sedláková, Gabriela (* 1968), slowakische Mittelstreckenläuferin
- Sedlar, Dominik (* 1979), kroatisch-amerikanischer Filmregisseur, Produzent und Drehbuchautor
- Sedlar, Jakov (* 1952), kroatischer Filmemacher und Produzent
- Sedlar, Jimmy (1928–2025), US-amerikanischer Jazz- und Unterhaltungsmusiker (Trompete)
- Sedlbauer, Klaus (* 1965), deutscher Bauphysiker
- Sedlbauer, Ron (* 1954), kanadischer Eishockeyspieler und -funktionär
- Sedler, Irmgard (* 1951), deutsche Volkskundlerin, Sachbuchautorin und Museumsleiterin
- Sedley, Catherine, Countess of Dorchester (1657–1717), Mätresse von König Jakob II. von England
- Sedley, Charles († 1701), englischer Dichter und Politiker
- Sedley, David (* 1947), britischer Philosophiehistoriker
- Sedley, Kate (1926–2022), englische Schriftstellerin
- Sedlezka, Natalija (* 1987), ukrainische Investigativjournalistin
- Sedlickas, Romanas Algimantas (* 1942), litauischer Politiker und Rechtsanwalt
- Sedljar, Wassyl (1899–1937), ukrainischer Maler
- Sedlmaier, Inge (1925–1976), deutsche Turnerin
- Sedlmaier, Johann (* 1972), österreichischer römisch-katholischer Priester und Generalvikar der Diözese Gurk-Klagenfurt
- Sedlmaier, Richard (1890–1963), deutscher Kunsthistoriker und Hochschullehrer
- Sedlmair, Hubert (1927–2014), deutscher katholischer Geistlicher und Domkapiltular in Speyer
- Sedlmair, Johann (1907–1978), deutscher Kommunist und KZ-Häftling
- Sedlmair, Monika (* 1960), deutsche Tischtennisspielerin
- Sedlmayer, Heinrich Stephan (1855–1928), österreichischer klassischer Philologe und Gymnasiallehrer
- Sedlmayer, Rudolf (1905–1974), deutscher Sportfunktionär
- Sedlmayr, Betty (1904–2004), deutsche Schauspielerin und Operettensängerin
- Sedlmayr, Ernst Conrad (1868–1939), österreichischer Agrarökonom
- Sedlmayr, Erwin (1942–2022), deutscher Astrophysiker
- Sedlmayr, Gabriel der Ältere (1772–1839), deutscher Brauer und Brauereibesitzer
- Sedlmayr, Gabriel der Jüngere (1811–1891), deutscher UnternehmerGabriel Sedlmayr der Jüngere (1811–1891)

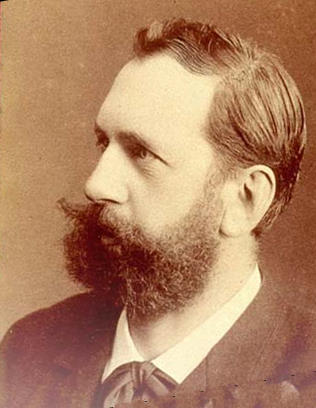
Gabriel Sedlmayr der Jüngere (1811–1891)

- Sedlmayr, Gabriel von (1850–1931), bayerischer Unternehmer
- Sedlmayr, Gerhard (1891–1952), Flugpionier und Unternehmer
- Sedlmayr, Hans (1896–1984), österreichischer Kunsthistoriker
- Sedlmayr, Helene (1813–1898), Münchner Stadtoriginal, Inbegriff der schönen Münchnerin
- Sedlmayr, Johann (1846–1900), deutscher Brauereibesitzer und Politiker (NLP), MdR
- Sedlmayr, Johannes (* 1990), deutscher Eishockeyspieler
- Sedlmayr, Joseph Anton (1797–1863), deutscher Maler und Lithograf
- Sedlmayr, Lorenz (1887–1971), deutscher Politiker (CSU), Staatssekretär
- Sedlmayr, Max (1832–1900), deutscher Dirigent
- Sedlmayr, Walter (1926–1990), deutscher Schauspieler
- Sedlmeier, Angelika (* 1964), deutsche Schauspielerin und Kabarettistin
- Sedlmeier, Franz (* 1954), deutscher römisch-katholischer Theologe und Alttestamentler
- Sedlmeier, Wilhelm (1898–1987), deutscher katholischer Geistlicher und Weihbischof in Rottenburg-Stuttgart
- Sedlmeir, Henning (* 1967), deutscher Musiker, Sänger und Unterhaltungskünstler
- Sedlmeir, Maresa (* 1995), deutsche Synchronsprecherin
- Sedlmeir, Paul (* 1981), deutscher Schauspieler und SynchronsprecherPaul Sedlmeir (* 1981)

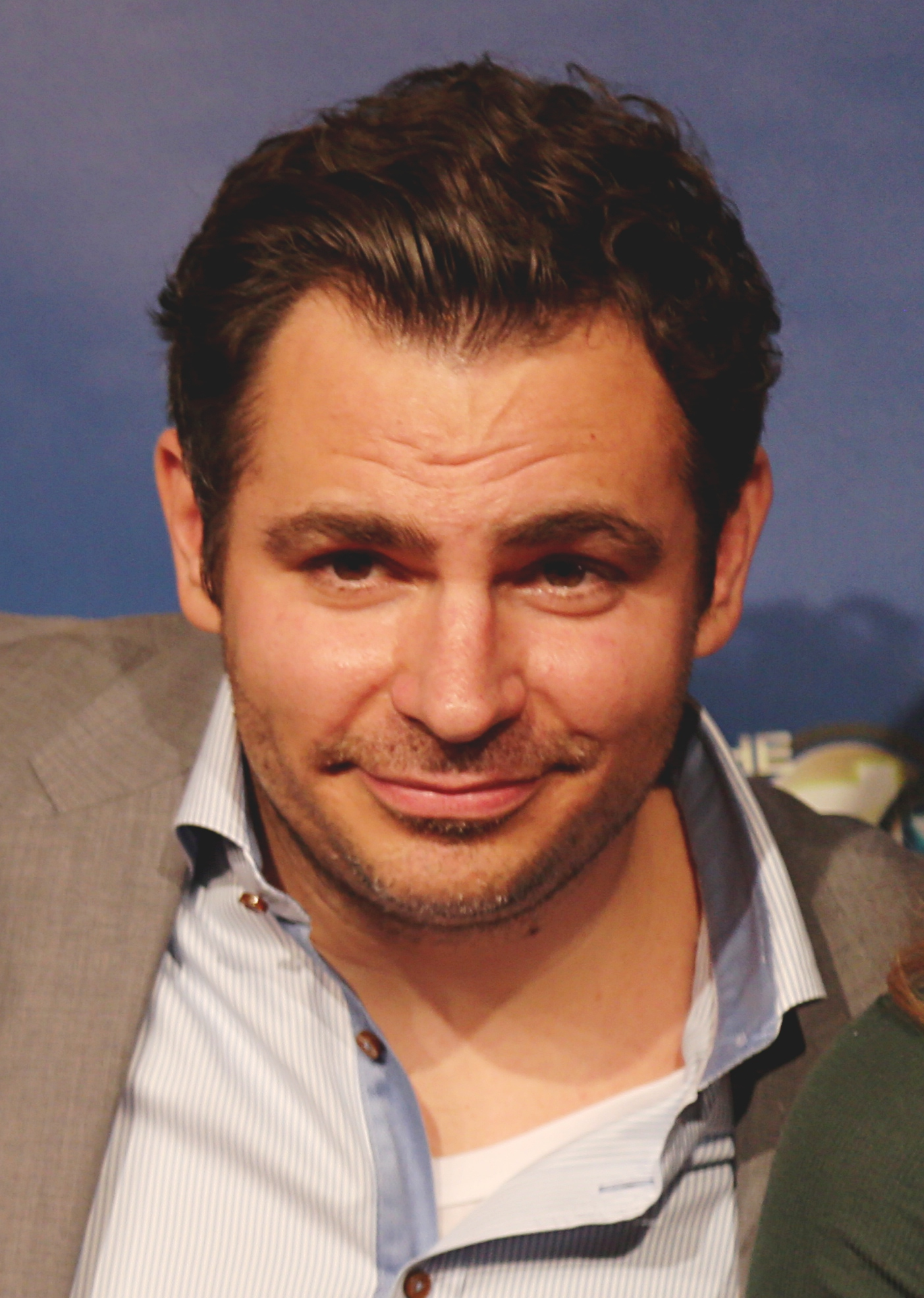
Paul Sedlmeir (* 1981)

- Sedlmeir, Pirmin (* 1987), deutscher Schauspieler, Synchronsprecher und Hörspielsprecher
- Sedlmeyer, Elsa (1867–1946), deutsche Theaterschauspielerin
- Sedlmeyer, Karl Adalbert (1903–1988), deutscher Geograph und Hochschullehrer
- Sedlnitzky, Josef von (1778–1855), österreichischer Beamter, Wiener Polizeipräsident
- Sedlnitzky, Leopold von (1787–1871), Fürstbischof von Breslau
- Sedlo, Adrian (* 1969), Fußballspieler
- Sedlock, Jessica (* 1988), kanadische Biathletin
- Sedloska, Andrea (* 2003), nordmazedonische Handballspielerin
- Sedloski, Goce (* 1974), mazedonischer Fußballspieler

### Sedm
- Sedmak, Clemens (* 1971), österreichischer Philosoph und TheologeClemens Sedmak (* 1971)

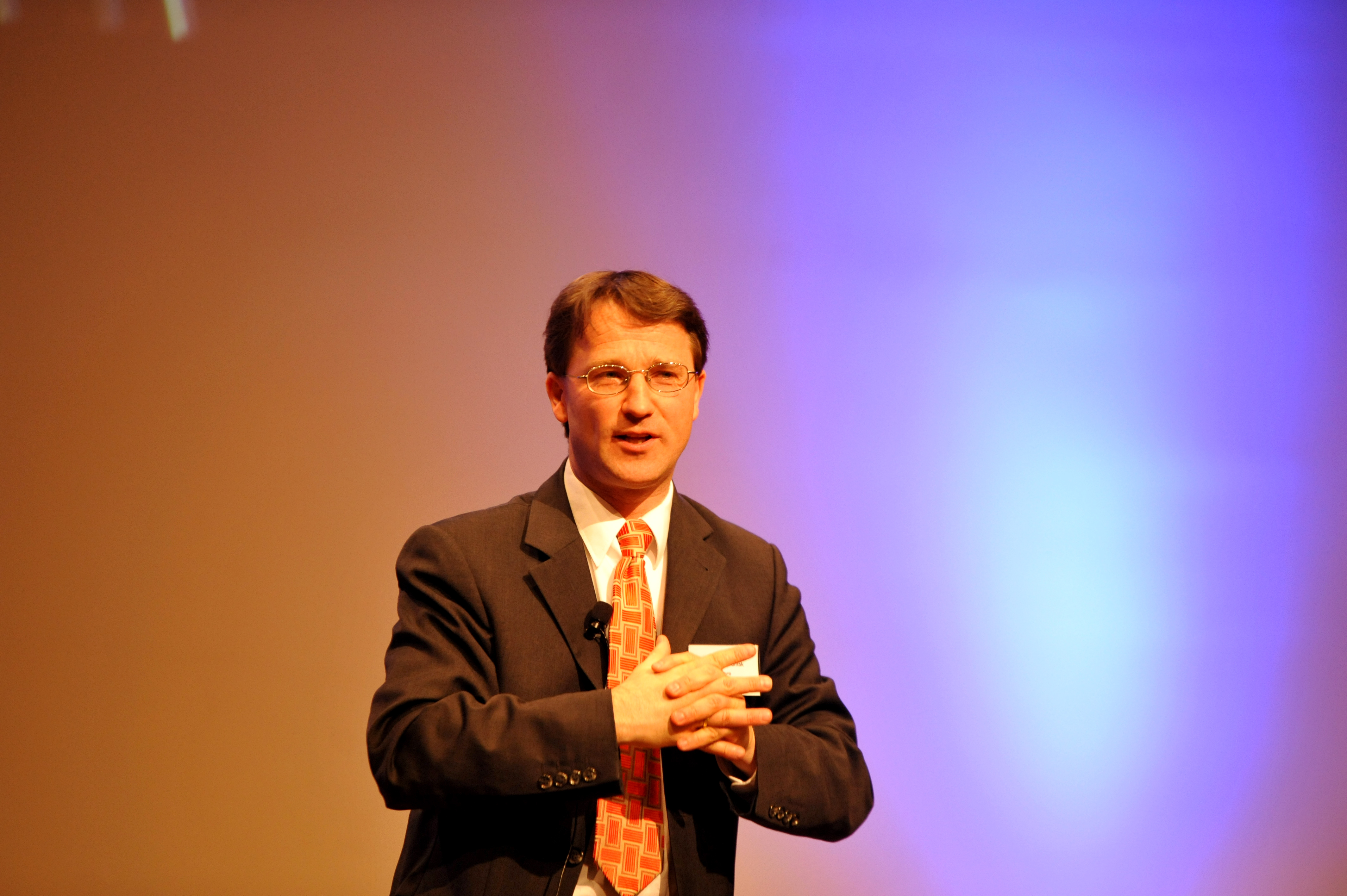
Clemens Sedmak (* 1971)

- Sedmak, Tamara (* 1976), Schweizer Fernsehmoderatorin

### Sedn
- Sednaoui, Elisa (* 1987), italienisch-französische Schauspielerin und Model
- Sednaoui, Stéphane (* 1960), französischer Fotograf und Musikvideo-Regisseur
- Sedney, Jules (1922–2020), surinamischer Politiker
- Sedney, Naomi (* 1994), niederländische Sprinterin
- Sedney, Zoë (* 2001), niederländische Leichtathletin
- Sednjew, Serhij (* 1983), ukrainischer Biathlet

### Sedo
- Sedó i Alabart, Salvador (* 1969), spanischer Politiker (Unió Democràtica de Catalunya), MdEP
- Sedoc, Gregory (* 1981), niederländischer Hürdenläufer
- Sedoikina, Anna Sergejewna (* 1984), russische Handballspielerin
- Sedokowa, Anna (* 1982), ukrainische Popsängerin, Model und Moderatorin
- Sedoni, Romina (* 1974), italienische Marathonläuferin
- Sedore, Brook (* 1993), kanadischer Volleyballspieler
- Šedová, Jana (* 1974), slowakische Snowboarderin
- Sedow, Artjom Anatoljewitsch (* 1984), russischer Florettfechter
- Sedow, Georgi Jakowlewitsch (1877–1914), russischer Marineleutnant und Polarforscher
- Sedow, Jewgeni Wadimowitsch (* 1996), russischer Freistilschwimmer
- Sedow, Leonid Iwanowitsch (1907–1999), russischer Mathematiker
- Sedow, Lew Lwowitsch (1906–1938), ältester Sohn von Leo Trotzki, politischer Weggefährte seines Vaters
- Sedow, Pjotr Nikolajewitsch (* 1990), russischer Skilangläufer
- Sedow, Sergei Lwowitsch (* 1908), jüngster Sohn von Leo Trotzki und Natalja Sedowa
- Sedow, Walentin Wassiljewitsch (1924–2004), russischer Archäologe
- Sedow, Wladimir (1988–2023), kasachischer Gewichtheber
- Sedow-Serow, Jakow Iwanowitsch (1878–1964), russisch-sowjetischer Pilot
- Sedowa, Jewgenija Alexandrowna (* 1986), russische Biathletin
- Sedowa, Natalja Iwanowna (1882–1962), russische Revolutionärin und Ehefrau von Leo Trotzki

### Sedr
- Sedras, Jodie (* 1994), südafrikanische Stabhochspringerin
- Sedric, Gene (1907–1963), US-amerikanischer Tenorsaxophonist und Klarinettist

### Sedu
- Sedu, Ewaldus Martinus (* 1963), indonesischer Geistlicher, römisch-katholischer Bischof von Maumere
- Šeduikytė, Jurga (* 1980), litauische Sängerin und Songwriterin
- Sedulius, lateinisch-christlicher Dichter

### Sedw
- Sedway, Moe (1894–1952), US-amerikanischer Mobster

### Sedy
- Sedyaningsih, Endang Rahayu (1955–2012), indonesische Ärztin und Politikerin
- Sedych, Natalja Jewgenjewna (* 1948), russische Schauspielerin, Eiskunstläuferin und Balletttänzerin
- Sedykh, Alexia (* 1993), französische Leichtathletin
- Sedyono, Herman (* 1947), indonesischer Offizier und Verwaltungsbeamter

### Sedz
- Šedžius, Andrius (* 1976), litauischer Unternehmer und Politiker
- Sędziwój, Michał (1566–1636), polnischer Alchemist, Philosoph, Arzt und Diplomat